# Coppa Italia Primavera 1997-1998
La Coppa Italia Primavera 1997-1998 è stata la ventiseiesima edizione del torneo riservato alle squadre giovanili iscritte al Campionato Primavera. Il detentore del trofeo era il Napoli.
La vittoria finale è andata al Bari per la seconda volta nella sua storia.

## Primo turno
- Andata: 11, 13 e 18 settembre; ritorno: 20, 27 e 29 settembre 1997.
- Le vincitrici dei 14 gironi passano agli ottavi di finale.
- Napoli ed Atalanta, finaliste dell'edizione precedente, sono ammesse direttamente agli ottavi di finale.

| and.  | GIRONE A           | rit.  |
| ----- | ------------------ | ----- |
| 4 - 0 | Juventus - Treviso | 1 - 0 |
| 0 - 4 | Chievo - Juventus  | 1 - 3 |
| 5 - 1 | Treviso - Chievo   | 0 - 0 |

| Class. Girone A | P.ti | G | V | N | P | GF | GS | DR  |
| --------------- | ---- | - | - | - | - | -- | -- | --- |
| Juventus        | 12   | 4 | 4 | 0 | 0 | 12 | 1  | +11 |
| Treviso         | 4    | 4 | 1 | 1 | 2 | 5  | 6  | -1  |
| Chievo          | 1    | 4 | 0 | 1 | 3 | 2  | 12 | -10 |

| and.  | GIRONE B        | rit.  |
| ----- | --------------- | ----- |
| 0 - 0 | Inter - Ravenna | 0 - 2 |
| 3 - 1 | Ravenna - Como  | 1 - 2 |
| 1 - 0 | Como - Inter    | 1 - 1 |

| Class. Girone B | P.ti | G | V | N | P | GF | GS | DR |
| --------------- | ---- | - | - | - | - | -- | -- | -- |
| Ravenna         | 7    | 4 | 2 | 1 | 1 | 6  | 3  | +3 |
| Como            | 7    | 4 | 2 | 1 | 1 | 5  | 5  | 0  |
| Inter           | 2    | 4 | 0 | 2 | 2 | 1  | 4  | -3 |

| and.  | GIRONE C            | rit.  |
| ----- | ------------------- | ----- |
| 3 - 0 | Bologna - Pro Sesto | 2 - 0 |
| 0 - 1 | Pro Sesto - Milan   | 0 - 5 |
| 1 - 2 | Milan - Bologna     | 0 - 1 |

| Class. Girone C | P.ti | G | V | N | P | GF | GS | DR  |
| --------------- | ---- | - | - | - | - | -- | -- | --- |
| Bologna         | 12   | 4 | 4 | 0 | 0 | 8  | 1  | +7  |
| Milan           | 6    | 4 | 2 | 0 | 2 | 7  | 3  | +4  |
| Pro Sesto       | 0    | 4 | 0 | 0 | 4 | 0  | 11 | -11 |

| and.  | GIRONE D         | rit.  |
| ----- | ---------------- | ----- |
| 0 - 1 | Parma - Venezia  | 2 - 1 |
| 1 - 3 | Torino - Parma   | 1 - 1 |
| 2 - 4 | Venezia - Torino | 1 - 0 |

| Class. Girone D | P.ti | G | V | N | P | GF | GS | DR |
| --------------- | ---- | - | - | - | - | -- | -- | -- |
| Parma           | 7    | 4 | 2 | 1 | 1 | 6  | 4  | +2 |
| Venezia         | 6    | 4 | 2 | 0 | 2 | 5  | 6  | -1 |
| Torino          | 4    | 4 | 1 | 1 | 2 | 6  | 7  | -1 |

| and.  | GIRONE E            | rit.  |
| ----- | ------------------- | ----- |
| 3 - 1 | Cesena - Sampdoria  | 2 - 0 |
| 0 - 1 | Brescia - Cesena    | 4 - 0 |
| 2 - 0 | Sampdoria - Brescia | 4 - 3 |

| Class. Girone E | P.ti | G | V | N | P | GF | GS | DR |
| --------------- | ---- | - | - | - | - | -- | -- | -- |
| Cesena          | 9    | 4 | 3 | 0 | 1 | 6  | 5  | +1 |
| Sampdoria       | 6    | 4 | 2 | 0 | 2 | 7  | 8  | -1 |
| Brescia         | 3    | 4 | 1 | 0 | 3 | 7  | 7  | 0  |

| and.  | GIRONE F           | rit.  |
| ----- | ------------------ | ----- |
| 5 - 2 | Lucchese - Udinese | 1 - 1 |
| 0 - 2 | Genoa - Lucchese   | 0 - 1 |
| 0 - 0 | Udinese - Genoa    | 1 - 0 |

| Class. Girone F | P.ti | G | V | N | P | GF | GS | DR |
| --------------- | ---- | - | - | - | - | -- | -- | -- |
| Lucchese        | 10   | 4 | 3 | 1 | 0 | 9  | 3  | +6 |
| Udinese         | 5    | 4 | 1 | 2 | 1 | 4  | 6  | -2 |
| Genoa           | 1    | 4 | 0 | 1 | 3 | 0  | 4  | -4 |

| and.  | GIRONE G        | rit.  |
| ----- | --------------- | ----- |
| 2 - 1 | Empoli - Padova | 0 - 0 |
| 1 - 2 | Monza - Empoli  | 2 - 0 |
| 1 - 2 | Padova - Monza  | 2 - 2 |

| Class. Girone G | P.ti | G | V | N | P | GF | GS | DR |
| --------------- | ---- | - | - | - | - | -- | -- | -- |
| Monza           | 7    | 4 | 2 | 1 | 0 | 7  | 5  | +2 |
| Empoli          | 7    | 4 | 2 | 1 | 0 | 4  | 4  | 0  |
| Padova          | 2    | 4 | 0 | 2 | 2 | 4  | 6  | -2 |

| and.  | GIRONE H              | rit.  |
| ----- | --------------------- | ----- |
| 2 - 1 | Fiorentina - Verona   | 3 - 2 |
| 2 - 1 | Piacenza - Fiorentina | 1 - 1 |
| 0 - 2 | Verona - Piacenza     | 0 - 1 |

| Class. Girone H | P.ti | G | V | N | P | GF | GS | DR |
| --------------- | ---- | - | - | - | - | -- | -- | -- |
| Piacenza        | 10   | 4 | 3 | 1 | 0 | 6  | 2  | +4 |
| Fiorentina      | 7    | 4 | 2 | 1 | 0 | 7  | 6  | +1 |
| Verona          | 0    | 4 | 0 | 0 | 4 | 3  | 8  | -5 |

| and.  | GIRONE I           | rit.  |
| ----- | ------------------ | ----- |
| 2 - 2 | Perugia - Vicenza  | 1 - 0 |
| 2 - 2 | Reggiana - Perugia | 0 - 0 |
| 4 - 1 | Vicenza - Reggiana | 1 - 0 |

| Class. Girone I | P.ti | G | V | N | P | GF | GS | DR |
| --------------- | ---- | - | - | - | - | -- | -- | -- |
| Vicenza         | 7    | 4 | 2 | 1 | 1 | 7  | 4  | +3 |
| Perugia         | 6    | 4 | 1 | 3 | 0 | 5  | 4  | +1 |
| Reggiana        | 2    | 4 | 0 | 2 | 2 | 3  | 7  | -4 |

| and.  | GIRONE L                  | rit.  |
| ----- | ------------------------- | ----- |
| 2 - 2 | Ancona - Castel di Sangro | 0 - 1 |
| 4 - 2 | Roma - Ancona             | 2 - 0 |
| 0 - 1 | Castel di Sangro - Roma   | 1 - 1 |

| Class. Girone L  | P.ti | G | V | N | P | GF | GS | DR |
| ---------------- | ---- | - | - | - | - | -- | -- | -- |
| Roma             | 10   | 4 | 3 | 1 | 0 | 8  | 3  | +5 |
| Castel di Sangro | 5    | 4 | 1 | 2 | 1 | 4  | 4  | 0  |
| Ancona           | 1    | 4 | 0 | 1 | 3 | 4  | 9  | -5 |

| and.  | GIRONE M             | rit.  |
| ----- | -------------------- | ----- |
| 1 - 1 | Cagliari - Viterbese | 1 - 1 |
| 2 - 2 | Lazio - Cagliari     | 2 - 0 |
| 0 - 5 | Viterbese - Lazio    | 1 - 2 |

| Class. Girone M | P.ti | G | V | N | P | GF | GS | DR |
| --------------- | ---- | - | - | - | - | -- | -- | -- |
| Lazio           | 10   | 4 | 3 | 1 | 0 | 11 | 3  | +8 |
| Cagliari        | 3    | 4 | 0 | 3 | 1 | 4  | 6  | -2 |
| Viterbese       | 2    | 4 | 0 | 2 | 2 | 3  | 9  | -6 |

| and.  | GIRONE N        | rit.  |
| ----- | --------------- | ----- |
| 1 - 1 | Ascoli - Foggia | 3 - 4 |
| 3 - 1 | Bari - Ascoli   | 2 - 1 |
| 3 - 2 | Foggia - Bari   | 0 - 1 |

| Class. Girone N | P.ti | G | V | N | P | GF | GS | DR |
| --------------- | ---- | - | - | - | - | -- | -- | -- |
| Bari            | 9    | 4 | 3 | 0 | 1 | 8  | 5  | +3 |
| Foggia          | 7    | 4 | 2 | 1 | 1 | 8  | 7  | +1 |
| Ascoli          | 1    | 4 | 0 | 1 | 3 | 6  | 10 | -4 |

| and.  | GIRONE O                 | rit.  |
| ----- | ------------------------ | ----- |
| 1 - 0 | Pescara - Lecce          | 1 - 0 |
| 1 - 0 | Fidelis Andria - Pescara | 0 - 2 |
| 1 - 2 | Lecce - Fidelis Andria   | 1 - 0 |

| Class. Girone O | P.ti | G | V | N | P | GF | GS | DR |
| --------------- | ---- | - | - | - | - | -- | -- | -- |
| Pescara         | 9    | 4 | 3 | 0 | 1 | 4  | 1  | +3 |
| Fidelis Andria  | 6    | 4 | 2 | 0 | 2 | 3  | 4  | -1 |
| Lecce           | 3    | 4 | 1 | 0 | 3 | 2  | 4  | -2 |

| and.  | GIRONE P              | rit.  |
| ----- | --------------------- | ----- |
| 2 - 0 | Reggina - Palermo     | 1 - 4 |
| 1 - 2 | Salernitana - Reggina | 2 - 0 |
| 1 - 0 | Palermo - Salernitana | 1 - 6 |

| Class. Girone P | P.ti | G | V | N | P | GF | GS | DR |
| --------------- | ---- | - | - | - | - | -- | -- | -- |
| Salernitana     | 6    | 4 | 2 | 0 | 2 | 9  | 4  | +5 |
| Reggina         | 6    | 4 | 2 | 0 | 2 | 5  | 7  | -2 |
| Palermo         | 6    | 4 | 2 | 0 | 2 | 6  | 9  | -3 |

## Ottavi di finale
| Squadra 1    | Totale | Squadra 2 | Andata     | Ritorno    |
| ------------ | ------ | --------- | ---------- | ---------- |
|              |        |           | 23.10.1997 | 12.11.1997 |
| Piacenza     | 0 - 6  | Atalanta  | 0 - 4      | 0 - 2      |
| Juventus     | 5 - 2  | Monza     | 4 - 2      | 1 - 0      |
| L.R. Vicenza | 1 - 2  | Parma     | 1 - 0      | 0 - 2      |
| Bologna      | 1 - 0  | Ravenna   | 0 - 0      | 1 - 0      |
| Cesena       | 2 - 3  | Lucchese  | 1 - 2      | 1 - 1      |
| Roma         | 7 - 0  | Pescara   | 2 - 0      | 5 - 0      |
| Salernitana  | 0 - 3  | Bari      | 0 - 0      | 0 - 3      |
| Napoli       | 4 - 3  | Lazio     | 3 - 2      | 1 - 1      |

## Quarti di finale
| Squadra 1 | Totale | Squadra 2 | Andata     | Ritorno    |
| --------- | ------ | --------- | ---------- | ---------- |
|           |        |           | 03.12.1997 | 20.12.1997 |
| Juventus  | 1 - 3  | Atalanta  | 1 - 1      | 0 - 2      |
| Bologna   | 3 - 1  | Parma     | 2 - 1      | 1 - 0      |
| Lucchese  | 0 - 1  | Roma      | 0 - 0      | 0 - 1      |
| Bari      | 4 - 2  | Napoli    | 1 - 1      | 3 - 1      |

## Semifinali
| Squadra 1 | Totale | Squadra 2 | Andata     | Ritorno    |
| --------- | ------ | --------- | ---------- | ---------- |
|           |        |           | 14.01.1998 | 12.02.1998 |
| Bologna   | 2 - 1  | Atalanta  | 1 - 0      | 1 - 1      |
| Bari      | 1 - 0  | Roma      | 0 - 0      | 1 - 0      |

## Finale
| Squadra 1 | Totale | Squadra 2 | Andata     | Ritorno    |
| --------- | ------ | --------- | ---------- | ---------- |
|           |        |           | 04.03.1998 | 01.04.1998 |
| Bari      | 4 - 3  | Bologna   | 2 - 1      | 2 - 2      |

| Arbitro: | Ferro (Frattamaggiore) |

| |            | |
| A.Chisena 29’ Santoli 86’                                                                                         | Marcatori  | 27’ F.Ferrari                                                                                             |
| Rossi Paris Cimmino Sibilano Montemurro Cardascio Santoli Izzo (88' Grandi) Campo Giometti (66' Albano) A.Chisena | Formazioni | A.Ferrari Gianella Nabiuzzi Canzini Venturi Melara Villa F.Ferrari Tarallo Onestini (77' Longo) Guarnieri |
| Sciannimanico | Allenatori | Buso |

| Arbitro: | Ferraro (Crotone) |

| |            | |
| Guarnieri 55’ F.Ferrari 75’                                                                                              | Marcatori  | 65’ Campo 67’ Izzo                                                                                              |
| A.Ferrari Gianella Foschini Canzini Venturi Melara (43' Longo) F.Ferrari (82' Villa) Maschio Cipriani Onestini Guarnieri | Formazioni | Rossi Paris Cimmino Sibilano Santoli Cardascio Izzo Voglino (80' Grandi) Montemurro (60' Campo) Albano Giometti |
| Buso | Allenatori | Sciannimanico                                                                                                   |